# Nikolaj
Nikolaj er et drengenavn, afledt af helgen-navnet Sankt Nikolaus.
Nikolaj er i dag et meget almindeligt dansk navn med omkring 22.000 bærere og har været brugt i Danmark i århundreder, tidligere undertiden også i formerne Nicol, Nichel eller Nikkel. 
Det er dog først i 1970'erne, at navnet begyndte at blive mere almindeligt. I midten af 1990'erne var navnet det mest almindelige til nyfødte. Navnet Nikolaj er godkendt i Danmark til at blive stavet på 13 forskellige måder (Antal navngivne i 2004 / Antal bærere i Danmark pr. 1. januar 2006): 
- Nicholai (6 / 262)
- Nicholaj (2 / 76)
- Nickolai (8 / 199)
- Nickolaj (5 / 196)
- Nickolei (2 / 24)
- Nicolai (237 / 8698)
- Nicolaj (77 / 3004)
- Nicolay (0 / 17)
- Nicolei (0 / 23)
- Nicolej (0 / 17)
- Nikolai (96 / 1573)
- Nikolaj (307 / 8134)
- Nikolej (1 / 20)

Se også Nicholas, Nicklas, Nick og Niels.

## Kendte personer med navnet
- Prins Nikolai, dansk prins.
- Nikolaj den 1. og Nikolaj den 2., russiske zarer.
- Nicolai Abraham Abildgaard, dansk maler.
- Nikolaj Arcel, dansk manuskriptforfatter og filminstruktør.
- Nikolaj Bentzon, dansk musiker.
- Nic. Blædel, dansk redaktør og journalist.
- Nicolai Gottlieb Blædel, dansk præst.
- Nikolaj Bukharin, russisk kommunistisk teoretiker og politiker.
- Nikolaj Bulganin, sovjetisk politiker og premierminister.
- Nicolaj Bøgh, dansk forfatter.
- Nikolaj Cederholm, dansk skuespiller, forfatter, instruktør og teaterchef.
- Nikolaj Coster-Waldau, dansk skuespiller.
- Nicolai Eigtved, dansk arkitekt.
- Nikolaj Gogol, russisk forfatter.
- Nikolai Frederik Severin Grundtvig, dansk teolog og forfatter.
- Nicolai Kielstrup, dansk sanger og vinder af MGP 2005.
- Nicolaj Kopernikus, dansk skuespiller.
- Nikolaj Korobov, russisk skuespiller.
- Nikolaj Lie Kaas, dansk skuespiller.
- Nikolaj Leskov, russisk forfatter.
- Nikolaj Ivanovitj Lobatjevskij, russisk matematiker.
- Nicolai Moltke-Leth, dansk soldat og forfatter.
- Kurt Børge Nikolaj Nielsen, dansk fodboldtræner.
- Nikolaj Nørlund, dansk musiker.
- Nikolaj Peyk, dansk musiker i MC Einar og Østkyst Hustlers.
- Nikolai Podgornij, sovjetisk politiker.
- Nikolaj Rimskij-Korsakov, russisk komponist.
- Nikolaj Sommer, dansk forfatter, journalist og studievært.
- Nikolaj Steen, dansk musiker og skuespiller.
- Nicolai Wammen, dansk politiker.
- Nikolaj Znaider, dansk violinist.
- Nicolaj Møller Madsen, Racerkører. Dansk Mester 2005 og 2006

## Navnet anvendt i fiktion
- Nikolaj og Julie er en tv-serie fra Danmarks Radio.
- Hej hej Nikolaj er en traditionel dansk børnesang.

## Andre anvendelser
- Nikolaj Kunsthal er et kunstudstillingssted i København.